# Некрасовка (Денисовський район)
Некра́совка (каз. Некрасов) — село у складі Денисовського району Костанайської області Казахстану. Входить до складу Денисовського сільського округу.
Населення —  (2021; 674 у 2009, 735 у 1999,  у 1989).